# شیر برنج
شیرِ برنج نوعی شیر گیاهی است که از برنج به‌دست می‌آید. شیر برنج تجاری معمولاً با استفاده از برنج سبوس‌دار و شربت برنج سبوس‌دار تولید می‌شود و ممکن است با شکر و جایگزین‌های شکر شیرین شده و با مواد متداولی مانند وانیل طعم‌دار شود. شیر برنج معمولاً با پروتئین و ریزمغذی‌هایی مانند ویتامین ب۱۲، کلسیم، آهن و ویتامین دی غنی می‌شود.

## تاریخچه
منشأ دقیق شیر برنج نامشخص است. در سال ۱۹۱۴، ماریا ام. گیلبرت دستور پخت شیر برنج را در کتاب خود به‌نام آشپزی بدون گوشت ارائه کرد که اولین کاربرد شناخته‌شده این اصطلاح بود. در سال ۱۹۲۱، نخستین کارخانه شیر برنج توسط شرکت Vita Rice Products ساخته شد و شیر برنج ویتا را در همان سال در سانفرانسیسکوی کالیفرنیا به بازار ارائه کرد. در سال ۱۹۹۰، شرکت Rice Dream توسط Imagine Foods در پالو آلتو، کالیفرنیا در بسته‌بندی تتراپک راه اندازی شد و به اولین شیر برنج پرطرفدار تبدیل شد.

## تغذیه
شیر برنج (شیرین نشده) شامل ۸۹ درصد آب، ۹ درصد کربوهیدرات، ۱ درصد چربی و مقدار ناچیزی پروتئین است. مقدار مرجع ۱۰۰ میلی لیتر شیر برنج، ۴۷ کالری و در صورت تقویت عمدی در طول ساخت، ۲۶ درصد از مقدار مواد مغذی مورد نیاز روزانه (DV) ویتامین ب۱۲ را فراهم می‌کند. همچنین شیر برنج کلسیم (۱۲٪ DV؛ تقویت‌شده) و منگنز (۱۳٪ DV؛ تقویت‌شده) را در مقادیر متوسط تأمین می‌کند، اما در غیر این صورت ریزمغذی‌های کمی دارد.

## ایمنی در کودکان خردسال
به دلیل وجود آرسنیک در برنج، آژانس استانداردهای غذایی بریتانیا توصیه می‌کند که شیر برنج نباید به کودکان زیر ۵ سال به عنوان جایگزین شیر مادر، شیر خشک یا شیر گاو داده شود.

## مقایسه با شیر لبنی
شیر برنج کربوهیدرات بیشتری در مقایسه با شیر گاو دارد (۹٪ در برابر ۵٪)، اما حاوی مقادیر قابل توجهی کلسیم یا پروتئین نیست و کلسترول و لاکتوز نیز ندارد. فراورده‌های برندهای تجاری شیر برنج اغلب با ویتامین‌ها و مواد مغذی معدنی مانند کلسیم، سیانوکبالامین، ویتامین ب۳ و آهن غنی می‌شوند. شاخص قندخونی شیر برنج ۸۶ است که این شاخص در شیر خشک بدون چربی ۳۷ و در شیر کامل ۳۹ است.
شیر برنج ممکن است توسط افرادی که عدم تحمل لاکتوز، حساسیت به سویا یا آلرژی به شیر دارند، مصرف شود. همچنین شیر برنج به عنوان جایگزین لبنیات توسط وگان‌ها استفاده می‌شود.

## آماده‌سازی
شیر برنج به صورت تجاری با فشرده‌کردن برنج با دستگاه آسیاب و به دنبال آن فیلتراسیون و مخلوط‌سازی در آب تهیه می‌شود. این نوع شیر ممکن است در خانه با آرد برنج و و پروتئین برنج قهوه ای یا با جوشاندن برنج قهوه‌ای با حجم زیاد آب، مخلوط کردن و فیلتر کردن مخلوط نیز درست شود.

## نگرانی‌های زیست‌محیطی
شالیزارها به منابع آب قابل توجهی نیاز دارند و ممکن است باعث ورود کود‌ها و آفت‌کش‌ها به آبراهه‌های به‌هم پیوسته شوند. باکتری‌های موجود در شالیزارها، گاز متان آزاد کرده و باعث انتشار گاز گلخانه‌ای در اتمسفر زمین در مقادیر بیشتر از سایر شیرهای گیاهی می‌شوند.
تولید شیر برنج نسبت به شیر لبنی و شیر بادام آب کمتری مصرف می‌کند، اما این مقدار آب مصرفی نسبت به تولید شیر سویا یا شیر جو دوسر به‌طور قابل توجهی بیشتر است.

## نگارخانه

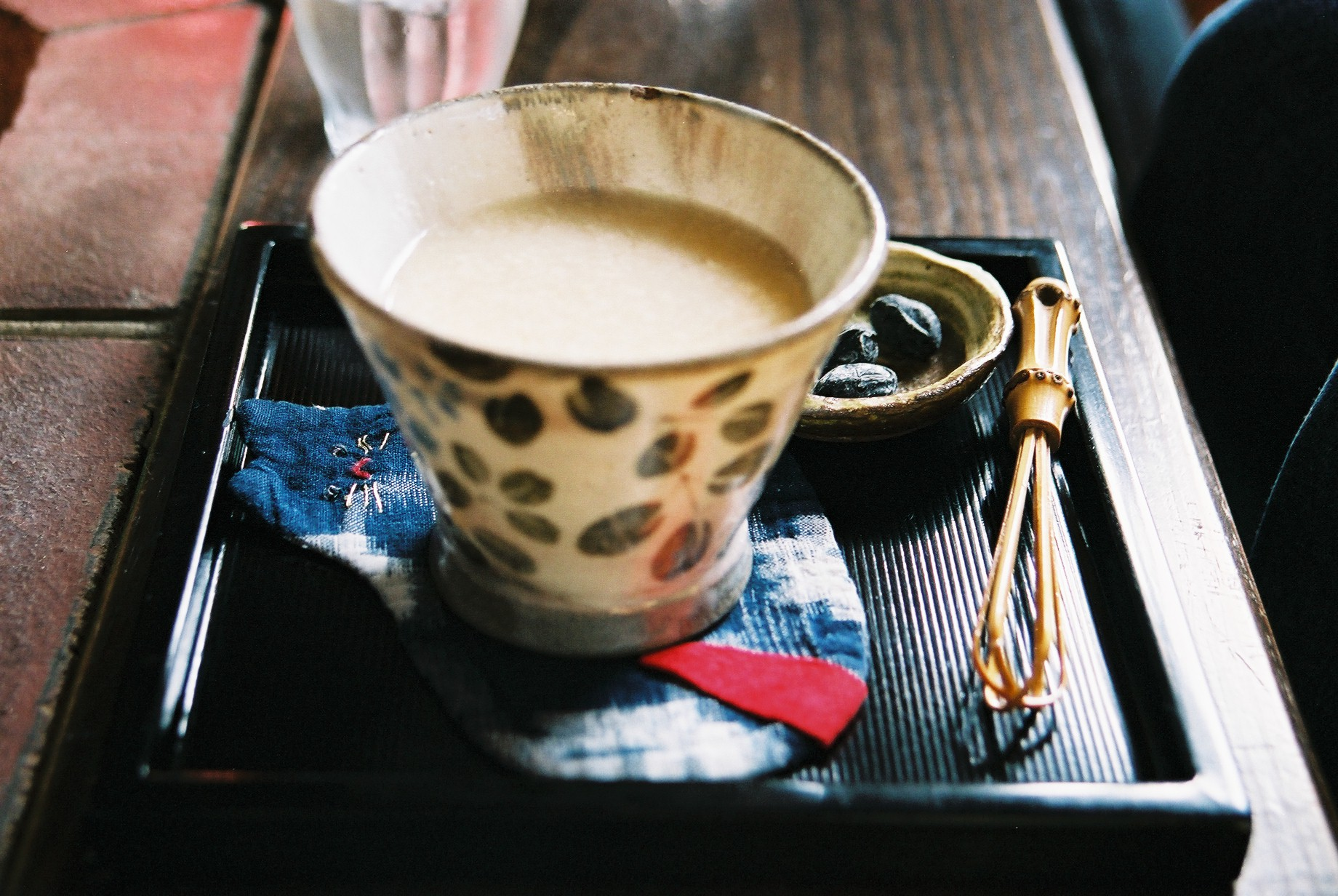
یک فنجان آمازاکه
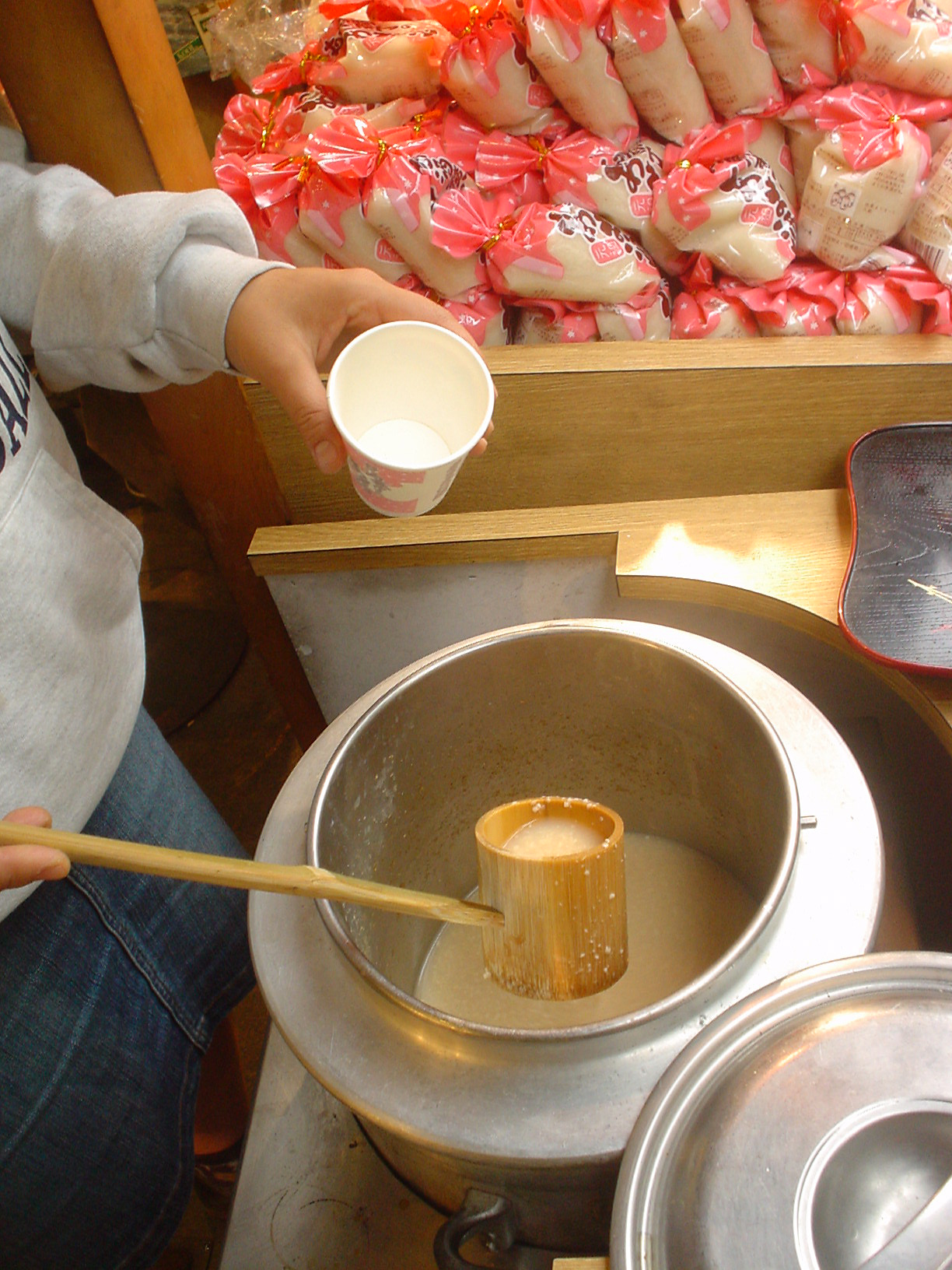
سرو کردن آمازاکه، شیر برنج تخمیری ژاپنی با ملاقه